# Tunísia nos Jogos Olímpicos de Verão de 1972
A Tunísia competiu nos Jogos Olímpicos de Verão de 1972 em Munique, Alemanha Ocidental.

## Medalhistas

### Prata
- Mohammed Gammoudi — Atletismo, 5.000m masculino

## Resultados por Evento

### Atletismo
800m masculino
- Mansour Guettaya
  - Eliminatória — 1:49.4
  - Semifinais — 1:49.8 (→ não avançou)

1.500m masculino
- Mansour Guettaya
  - Eliminatória — 3:43.9 (→ não avançou)

### Boxe
Peso Mosca (– 51 kg)
- Ali Gharbi
  - Primeira rodada — Bye
  - Segunda rodada — Perdeu paraTim Dement (USA), 0:5

Peso Médio-ligeiro (– 71 kg)
- Mohamed Majeri
  - Primeira rodada — Bye
  - Segunda rodada — Derrotou Issoufou Habou (NIG), 5:0
  - Terceira rodada— Derrotou Alan Jenkinson (AUS), 5:0
  - Quartas-de-final — Perdeu para Dieter Kottysch (FRG), 0:5

### Handebol

#### Competição Masculina
- Fase Preliminar
  - Perdeu para a Tchecoslováquia (7–25)
  - Perdeu para a Alemanha Oriental (9–21)
  - Perdeu para a Islândia (16–27)
- Partidas de Classificação
  - 13º/16º lugar: Perdeu para a Dinamarca (21–29)
  - 15º/16º lugar: Perdeu para a Espanha (20–23) → 16º e último lugar

### Voleibol

#### Competição Masculina
- Fase Preliminar (Grupo A)
  - Perdeu para a União Soviética (0–3)
  - Perdeu para a Polônia (0–3)
  - Perdeu para a Tchecoslováquia (0–3)
  - Perdeu para a Coreia do Sul(0–3)
  - Perdeu para a Bulgária(0–3)
- Partida de Classificação
  - Perdeu para a Alemanha Ocidental (1–3)
- Elenco
  - Mohamed Ben Cheikh
  - Moncef Ben Soltane
  - Samir Lamouchi
  - Hamouda Ben Messaoud
  - Raja Hayder
  - Naceur Bounatouf
  - Oueil Behi Mohamed
  - Abdelaziz Derbal
  - Rafik Ben Amor
  - Abdelaziz Bousarsar
  - Naceur Ben Othman